# Phanerotoma erythrocephala
Phanerotoma erythrocephala är en stekelart som beskrevs av Sievert Allen Rohwer 1917. Phanerotoma erythrocephala ingår i släktet Phanerotoma och familjen bracksteklar. Inga underarter finns listade i Catalogue of Life.